# Ležák (rybník)
Ležák je název vodní nádrže, která se nacházela v osadě Ležáky, kterou 24. června 1942 vypálili nacisté. Na severním břehu rybníka stál mlýn, v němž na počátku druhé světové války mlel Jindřich Švanda. Ve mlýně bydlel spolu se svojí manželkou Františkou, jejím bratrem Josefem Šťulíkem, který zde bydlel se svojí manželkou Marií (rozenou Pelikánovou) a dcerami Jarmilou (narozenou roku 1939) a Marií (narozenou 1941). Obě dcery jsou jediné dvě osoby, které vypálení Ležáků přežily. Po konci války proběhla několikrát oprava hráze. Nejprve roku 1951, následně na přelomu jara a léta 1960 a také na počátku 21. století, kdy se nádrž odbahnila, vytvořilo se litorální pásmo, zpevnila se hráz a zrekonstruoval se bezpečnostní přeliv spolu s výpustným zařízením. Od roku 1966 stojí na západním břehu rybníka muzeum dokumentující zdejší události z počátku léta 1942 a také restaurace pro 64 až 70 hostů. K rybolovu využívají nádrž rybáři.